# والتر الأول. مكوي
والتر الأول. مكوي هو قاضي ومحامي وسياسي أمريكي، ولد في 8 ديسمبر 1859 في تروي في الولايات المتحدة، وتوفي في 17 يوليو 1933 في كامبريدج في الولايات المتحدة. نشط حزبياً في الحزب الديمقراطي. وقد انتخب عضو مجلس النواب الأمريكي ‏.